# فهرست بازیگران زن فیلیپینی
فهرست بازیگران زن فیلیپینی (انگلیسی: List of Filipino actresses) فهرستی از بازیگران زن فیلیپینی برجسته عصر حاضر و قدیمی در صحنه هنر و نمایش، تلویزیون و سینما است که بر اساس حروف الفبای فارسی و نام آنها مرتب شده است.
این فهرست کامل نیست و به تدریج تکمیل خواهد شد.

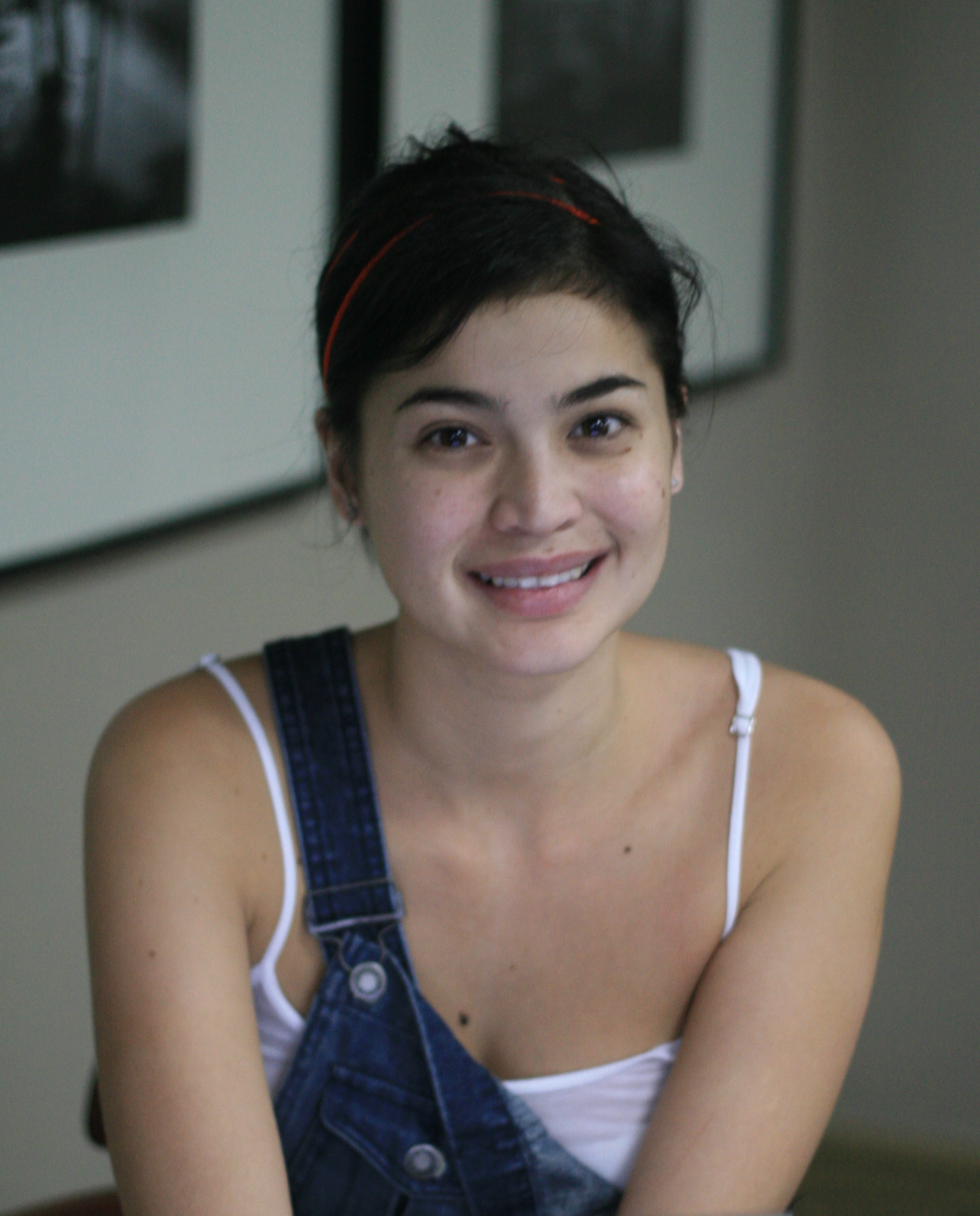
ان کرتیس در سال ۲۰۰۹

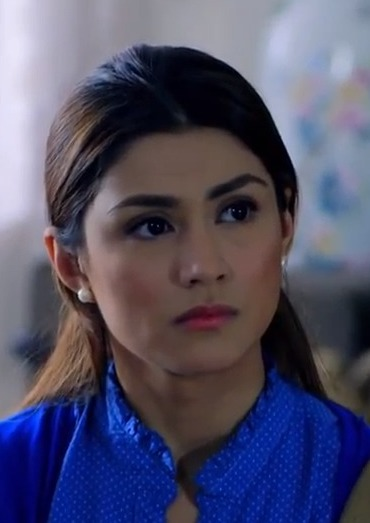
کارلا آبلانا در سال ۲۰۱۴

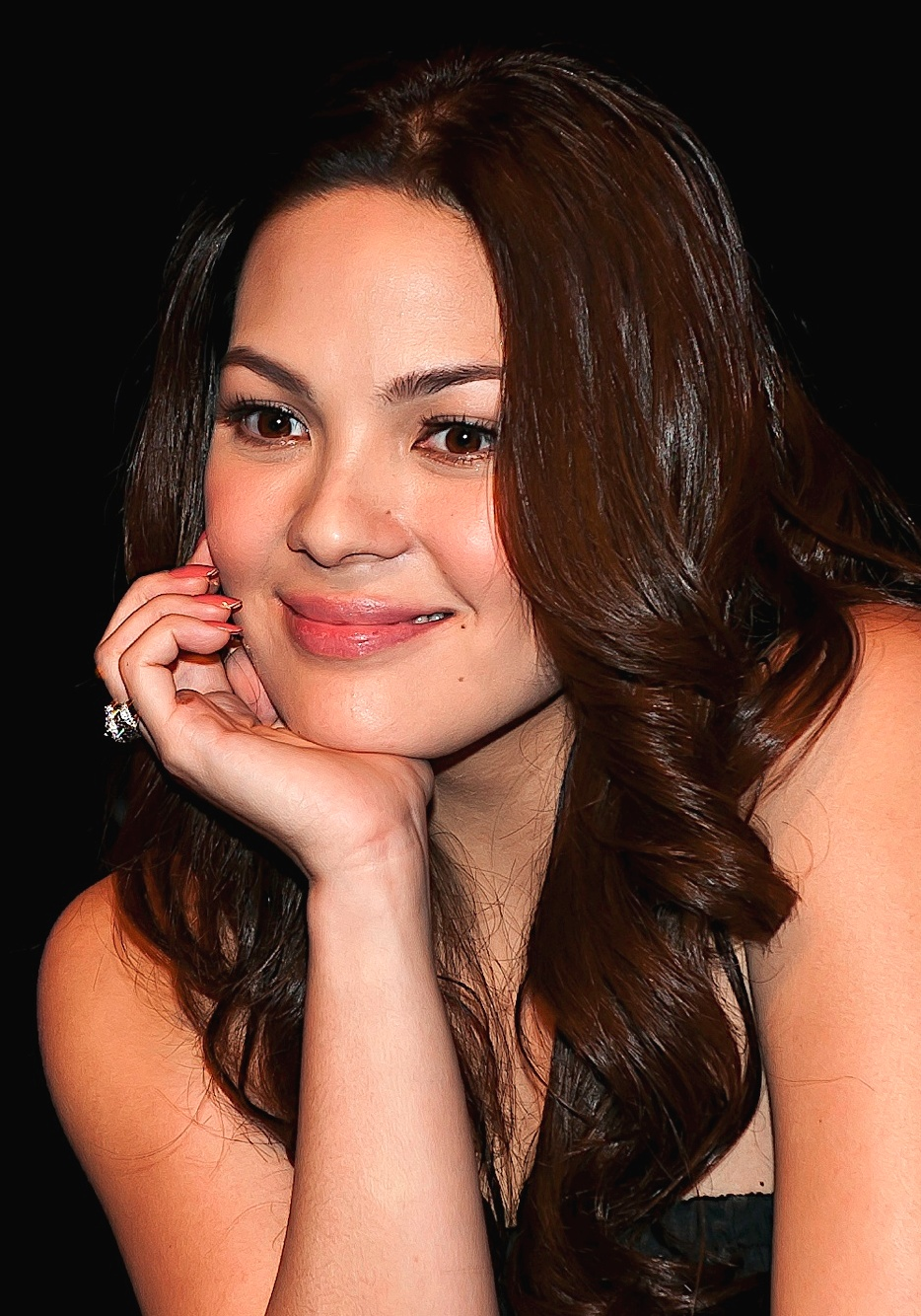
کیه سی کونسیبسیون در سال ۲۰۱۰

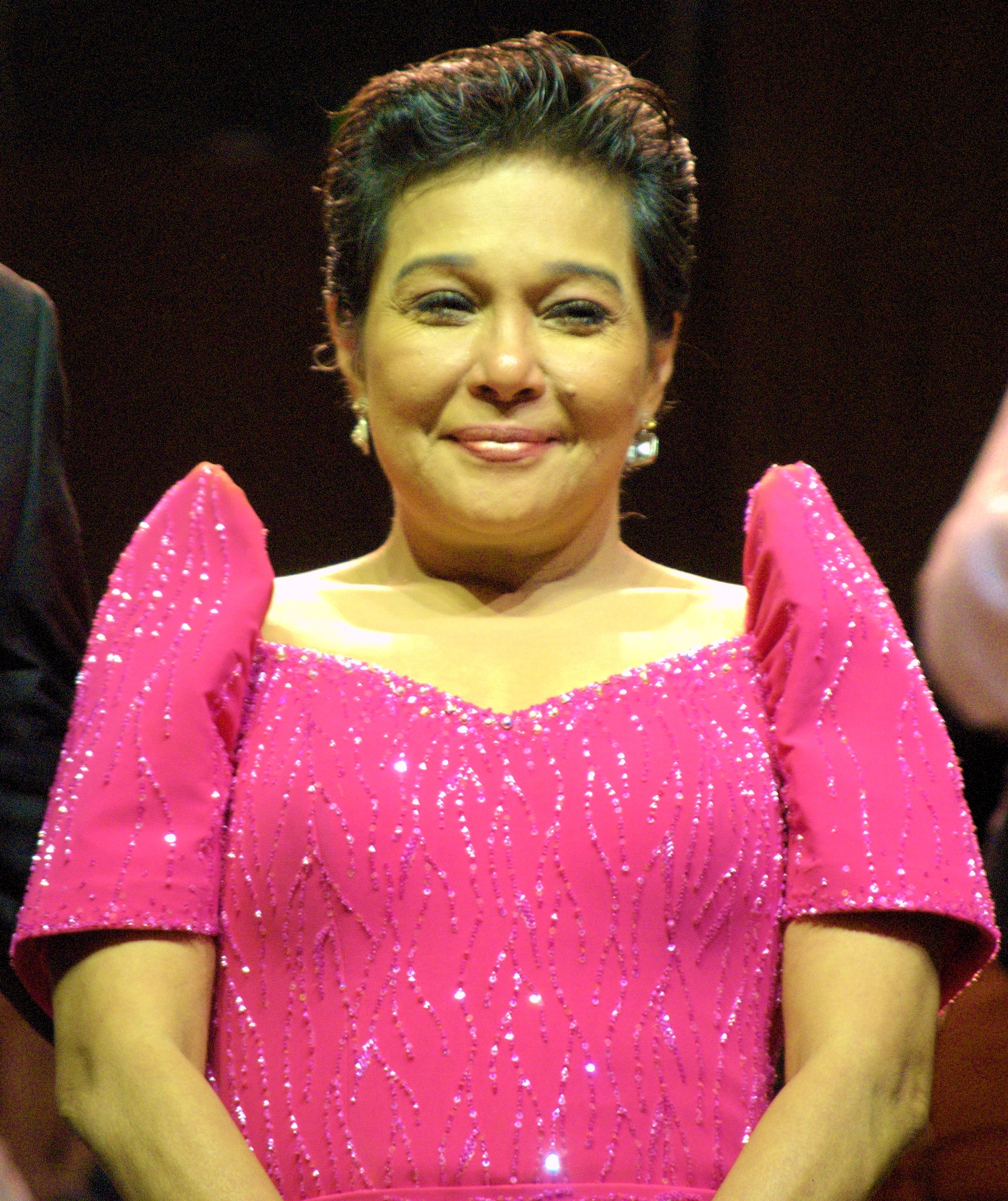
نورا اونور در سال ۲۰۱۲

## آ
- آنجلی بایانی
- آنجلین کوئینتو (زادهٔ ۱۹۸۹)
- آنا فگی (زادهٔ ۱۹۷۷)

## الف
- ان کرتیس (زادهٔ ۱۹۸۵)
- ایزا کالزادو (زادهٔ ۱۹۸۲)

## ب
- بیوتی گونزالس
- باکسی بی (زادهٔ ۱۹۸۵)

## پ
- پیا وورتزبچ (زادهٔ ۱۹۸۹)
- پائولین لونا (زادهٔ ۱۹۸۸)

## ج
- جسی مندیولا (زادهٔ ۱۹۹۲)
- جودی آن سانتوس (زادهٔ ۱۹۷۸)

## چ
- چارلی دیزون (زادهٔ ۱۹۹۶)

## ر
- ریتا دگوژمان (زادهٔ ۱۹۹۵)
- روبی مورنو (زادهٔ ۱۹۶۵)
- روفا گوتیرز (زادهٔ ۱۹۷۴)

## ژ
- ژاکلین خوزه (زادهٔ ۱۹۶۴)

## س
- ساندارا پارک (زادهٔ ۱۹۸۴)
- سارا جرونیمو (زادهٔ ۱۹۸۸)
- سوفیا موران (زادهٔ ۱۹۴۰)

## ش
- شارلین سانتوس سان پدرو (زادهٔ ۱۹۹۹)
- شریل کروز (زادهٔ ۱۹۷۴)

## ک
- کارلا آبلانا (زادهٔ ۱۹۸۶)
- کاتریونا گری (زادهٔ ۱۹۹۴)
- کیه سی کونسیبسیون (زادهٔ ۱۹۸۵)
- کریس آکینو (زادهٔ ۱۹۷۱)
- کایلی ورزوسا (زادهٔ ۱۹۹۲)
- کیم چیو (زادهٔ ۱۹۹۰)
- کلودین بارتو (زادهٔ ۱۹۷۹)
- کیرای سلیس (زادهٔ ۱۹۹۵)
- کی‌زد تاندینگان (زادهٔ ۱۹۹۲)
- کالادکارن (زادهٔ ۱۹۹۲)

## گ
- گلادیس ریس (زادهٔ ۱۹۷۸)
- گلوریا دیاز (زادهٔ ۱۹۵۱)

## ل
- لورن یونگ (زادهٔ ۱۹۹۳)
- لیا سلانگا (زادهٔ ۱۹۷۱)
- لیزا سوبرانو (زادهٔ ۱۹۹۸)
- لایزا لاپیرا (زادهٔ ۱۹۸۱)

## م
- ماجا سالوادور (زادهٔ ۱۹۸۸)
- مارگارتا موران فلوئرندو (زادهٔ ۱۹۵۳)
- ماریان ریورا (زادهٔ ۱۹۸۴)
- مگان یونگ (زادهٔ ۱۹۹۰)
- ماریل رودریگز (زادهٔ ۱۹۸۴)
- ملای کانتیوروس (زادهٔ ۱۹۸۸)
- مرسدس کابرال (زادهٔ ۱۹۸۶)

## ن
- نورا اونور (زادهٔ ۱۹۵۳)
- نادین لاستر (زادهٔ ۱۹۹۳)
- نادین سامونته (زادهٔ ۱۹۸۸)
- نینا گیرادو (زادهٔ ۱۹۸۰)

## ی
- یوجین دومینگو (زادهٔ ۱۹۷۱)